# Südliche Heidelibelle

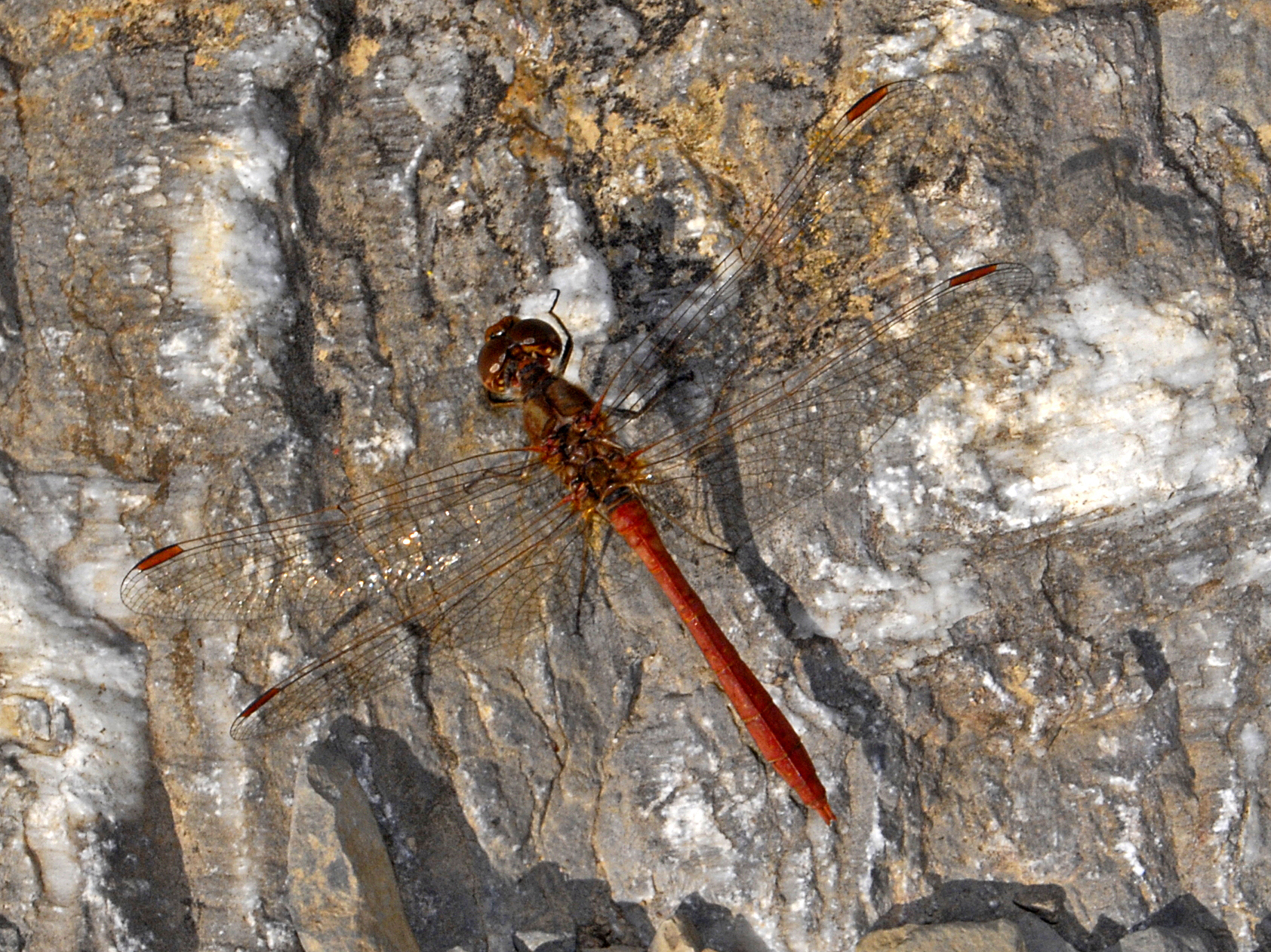
Ein Männchen

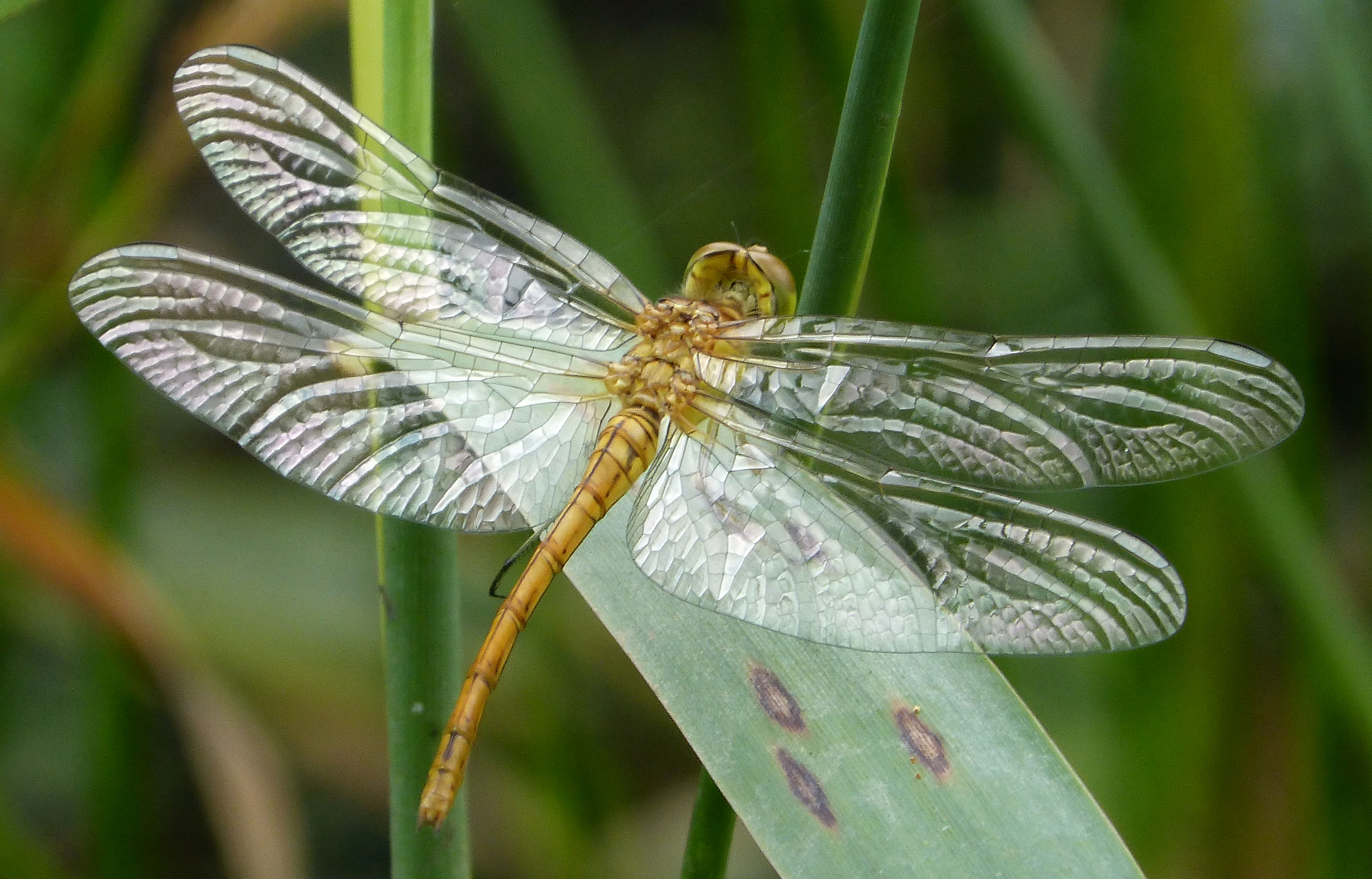
Ein Weibchen

Die Südliche Heidelibelle (Sympetrum meridionale) ist eine Libellenart aus der Familie der Segellibellen (Libellulidae). Diese sind eine Familie der Großlibellen (Anisoptera).

## Merkmale
Die Männchen der Südlichen Heidelibelle sind braun mit einem Schlag ins hellrote und besitzen auf dem achten und neunten Segment nur sehr kleine schwarze Dreiecke. Die Länge des Abdomens beträgt zwischen 24 und 25 Millimeter. Die Flügel sind durchsichtig und das Pterostigma ist bei Jungtieren dunkelgrau, färbt sich aber mit dem Alter hellrot mit einer schwarzen Umrandung. Die Beine sind nach außen hin in einem hellen rötlich braunen Farbton gehalten, auf der Innenseite hingegen schwarz. Die bei anderen Vertretern der Gattung vorhandenen dunklen Nahtlinien auf der Brust fehlen fast gänzlich.

## Ähnliche Arten
Das Tier kann mit anderen Arten der Gattung wie mit der Großen Heidelibelle verwechselt werden, unterscheidet sich aber von dieser durch die am Thorax fehlenden Streifen. Da Einzelexemplare der Südlichen Heidelibelle sich häufig unter die zahllosen Individuen anderer Heidelibellenarten mischen, „verschwinden“ sie hierbei meist in der Menge und sind somit nur schwer zu identifizieren.

## Flugzeit
Die Libelle ist von Juli bis September in Deutschland zu beobachten. Am Mittelmeer aber durchaus auch schon ab Mai und bis in den Oktober.

## Habitat
Die Larven bevorzugen als Habitat Gewässer mit stehendem Wasser bzw. mit nur geringen Fließgeschwindigkeiten. Generell sind die von der Art besiedelten Gewässer üblicherweise relativ klein und häufig astatisch. Für die Besiedelung essentiell sind Flachwasserbereiche mit wechselnden Wasserständen und zeitweiliger Austrocknung. Bei Besiedlung größerer Gewässer ziehen die Larven sich meist in Buchten bzw. seichte Randbereiche zurück, um die wärmebegünstigten Bereiche des Gewässers für die schnelle Entwicklung zu nutzen.
Der Schlupf erfolgt üblicherweise in einer Höhe von ca. zehn bis 50 Zentimetern.
Imagines bevorzugen sonnige Plätze unter zwei Metern Höhe in der Nähe von Gewässern. Zur Jagd und zum Heranwachsen entfernen sich die Tiere aber durchaus auch von ihren Schlupfgewässern.

## Verbreitung
Die Südliche Heidelibelle kam ursprünglich nur im Mittelmeer-Gebiet vor. Seit Beginn des 21. Jh. etabliert sich die Art jedoch zunehmend auch in Mitteleuropa. Ausgehend von Süden, liegen inzwischen zumindest vereinzelte Nachweise aus allen Bundesländern Deutschlands vor, schwerpunktmäßig in wärmebegünstigten Flusstälern. Die Art gilt dort nun nicht mehr nur als gelegentlicher Einwanderer und Vermehrungsgast, sondern pflanzt sich auch häufiger erfolgreich fort.  Östlich reicht ihr Verbreitungsgebiet bis in die Mongolei und das südöstliche Sibirien.

## Fortpflanzung und Entwicklung
Die Südliche Heidelibelle legt ihre Eier, wie bei den Heidelibellen üblich, im Tandem ab. Die Eier erreichen Größen zwischen 0,4 und 0,5 Millimetern. Die typische Gelegegröße beträgt 500 Eier. Nach der Ablage überwintern die Eier in Diapause, wodurch auch Eier in ausgetrockneten Gewässern oder Gewässerbereichen im Frühjahr bei erneuter Wasserführung erfolgreich Larven hervorbringen.
Das Larvenstadium dauert ungefähr 22 Tage, wobei unbekannt ist, wie viele Stadien dabei durchlaufen werden. Die Lebensdauer ist im Kern des Verbreitungsgebietes in Mittelitalien verhältnismäßig kurz. So werden Männchen im Durchschnitt nur 15,5 und Weibchen gar nur 4,9 Tage alt. Allerdings ist nimmt die Entwicklungsdauer nach Süden hin zu, so dass Individuen in Afrika hierfür bis zu drei Monate benötigen.

## Namensgebung
Die Südliche Heidelibelle wurde erstmals 1841 durch Selys anhand eines Exemplars aus Sardinien als Libelulla meridionale beschrieben. Dabei handelt es sich bei meridionale um ein aus dem lateinischen Wort meridies gebildetes Adjektiv, welches südlich bedeutet. Die nächste Beschreibung erfolgte bereits 1842 durch Rambur, der ein Männchen aus Korsika als Libellula hybrida beschrieb.